# The Annoying Orange
The Annoying Orange (magyarul „bosszantó” vagy „idegesítő narancs”) Dane "Daneboe" Boedigheimer által kitalált internetes, a YouTube-on megtalálható vígjáték-sorozat.
Az első részt 2009. október 9-én töltötte fel a sorozat saját csatornájára, azóta több mint 380 millió ember nézte meg. Az első pár részt Boedigheimer a Gagfilms YouTube csatornájára töltötte fel, de amikor elérte a 11 milliós nézettséget, úgy döntött, hogy új csatornát nyit a sorozatnak.
2011. január 3-án a csatorna a 40 legnézettebb csatorna közül a 8. lett. A realannyoingorange YouTube csatornára több mint 1 millióan iratkoztak fel.

## Háttér
Egy beszélő narancs először 2007. március 16-án tűnt fel az egyik Boedigheimer videóban.
A műsorban egy antropomorf narancs szerepel, akit Dane Boedigheimer idegesítő narancsnak vagy csak narancsnak hívott és akit ő maga is játszott. Boedigheimer partnere Spencer Grove írja az epizódokat. Az első részt eredetileg 2009. október 9-én töltötték fel Boedigheimer YouTube csatornájára. Narancs más gyümölcsöket és zöldségeket, vagy a közelben lévő élő tárgyakat szójátékaival és vicceivel zavarja meg. Narancs a konyhapulton lakik, melyet legjobb barátjával Körtével oszt meg, akinek szintén Boedigheimer kölcsönzi a hangját, annak ellenére, hogy a barátja, Körte is idegesítőnek tartja Narancsot.
Más gyümölcsök is élnek a pulton: Egy nőnemű Maracuja, akit Justine Ezarik kelt életre, egy kis alma, akit mindenki csak Törpe Almaként ismer, egy kis pillecukor, akit Mályvacukornak, és egy idősebb citrom, akit Citrom nagypapának hívnak. A legtöbb epizód arról szól, hogy Narancs kötözködik más karakterekkel, akik gyakran megsértődnek, így az epizódok hirtelen szörnyű véget érnek a konyhafőnök kése által (habár sorsuk lehet más is, egészen a turmixgéptől a játék szélkerékig). Narancs viccesen megpróbálja figyelmeztetni őket mielőtt ez megtörténne azzal, hogy kiböki: kés, mely a már éppen lecsapni készülő kést jelenti.
Ahhoz, hogy a karaktereket életre keltse, Boedigheimer rárakta a hangot kölcsönző karakter szemeit (pontosabban az egyik szemét duplázva) és száját arra a tárgyra, melyet megszemélyesít. Például Boedigheimer a saját szemét és száját használja ahhoz, hogy eljátssza Narancsot és Körtét, habár Narancs száját egy kissé megváltoztatták, egy kicsit narancsosabb színű lett, míg Körte száját elhalványították, és így tettek az összes színésznél, akik nem szerepelnek emberi mivoltukban a epizódokban.
Narancsnak van néhány visszatérő jellemvonása, amelyek jellegzetesen idegesítővé teszik őt. Az epizódok általában úgy kezdődnek, hogy azt mondja, Hé (és a karakter neve)!, addig, amíg elég frusztráltak nem lesznek ahhoz, hogy válaszoljanak és gyakran szójátékokat gyárt, melyben a célszemély neve is szerepel (pl. a második részben Tököt Dagitöknek hívja az epizód végéig). Embereket is bosszant, durva és sértő viccekkel, büfögéssel és azzal, hogy gyerekes hangokat ad ki a nyelvével. Narancs harsány nevetése legalább olyan idegesítő, mint a hangja, melyen a többiekhez beszél, pl. Alma vagy!, ha nem kedveli őket.
A korai epizódokban Boedigheimer azokat a karaktereket alakította, akiket Narancs idegesített, de mára ez megváltozott, mert szinte minden epizódban van egy vendégszínész vagy Youtuber. Ezek közé tartozik Bob Jennings (más néven Bobjenz), aki eljátszotta Grapefriutot, Gyömbért és Liam a koboldot (amit tovább folytatott a saját sorozatában), Justine Ezarik (más néven iJustine, aki állandó visszatérő csapattag lett), Lucas Cruikshank, Evan Ferrante a Take180-ból és a Weezer. Két változat (crossover) is készült a vendégszereplők miatt. A Weezer három tagja megjelentek, mint tárgyak a paritálban a Wazzup 3: Bonsai Tree c. epizódban az együttes frontembere Rivers Cuomóval, aki a címszereplőt alakította; az epizódban való feltűnés része volt Weezer Hurley című albuma, melyet feltöltöttek néhány YouTube csatornára (köztük Boedigheimer és Cruikshank csatornájára is), hogy népszerűsítsék a lemezt. 2010 decemberében az Openfilm weboldal tiszteletére James Caan eljátszotta Jalapeño paprikát.
2010 augusztusában feliratkozott az egymilliomodik YouTube-felhasználó az Annoying Orange csatornájára.
A Mashable 2010 februárjában és márciusában a sorozatot a legnézettebb websorozatnak választotta, több mint 52 milliós nézettséggel márciusban.
Magyar fordítóknak köszönhetően az első 9 rész és még néhány epizód felirattal megtalálható a YouTube-on.

## Szereplők

### Narancs
A fő karakter, rá alapul a sorozat. Dane Boedigheimer hangja által minden részben szerepelt a sorozat kezdete, 2009. október 9-e óta, ami egyben Narancs születésnapja is. Az epizódokra jellemző a Narancs gúnyos hangvétele, idegesítő és kamaszos viselkedése, amikor böfög, bosszantó szójátékokkal traktálja áldozatait. Ezek gyakran annyira feldühítik a többi karaktert, hogy kiabálni kezdik neki, hogy pofa be, csakhogy Narancs figyelmezteti őket a közelgő végzetükre: jön a kés és kizsigereli őket vagy turmixgépben végzik. Van egy híres idézete, ami azután következik, hogy ha valaki valaminek hívja őt: Nem, én narancs vagyok! Boedigheimer úgy írja le a karaktert, mint egy összegyúrt személyt az ismerőseiből, azt mondja, hogy mindenki ismer valaki olyat, mint Narancs.
Első megjelenés: 2009. október 9. ("The Annoying Orange")
Hangja: Dane Boedigheimer

### Körte
Körte is azon a pulton él a konyhában ahol Narancs. Ő egy Vilmoskörte akinek ugyanolyanok színűek a szemei, mint Narancsnak. Annak ellenére, hogy barátok Naranccsal, őt is ugyanúgy bosszantja mint másokat. Körtét az elején még annyira bosszantotta Narancs, hogy meg akart halni, de később megnyugodott és összebarátkoztak. Ők jelenleg a legjobb barátok és igazából Körte is idegesíti Narancsot, főleg a "Wazzup" epizódokban. Ő egy nagyon kedves karakter, aki megpróbálja megállítani a többieket, mielőtt elvesznének vagy meghalnának és próbálja nyugtatni Narancsot, hogy hallgassa meg mások véleményét is. Ő okosabb, mint Narancs, bár ez nem nehéz egy olyas valaki mellett, akinek mindig a bolondozáson és mások bosszantásán jár az esze. A sorozat első részében kisebb a szája és lágyabb a hangja, mint Narancsnak.
Első megjelenés: 2009. október 9. ("The Annoying Orange")
Hangja: Dane Boedigheimer

### Törpe / Kicsi Alma
Törpe Alma egy Red Delicious-féle alma, barátja Narancsnak, Körtének, Mályvacukornak és Maracujának. Utálja ha Törpe Almának hívják, jobban szereti ha Kicsi Almának hívják, de mások ezt nem veszik figyelembe (Eredetileg úgy van, ha valaki Midget Apple-nak hívja ("Törpe Alma") akkor azonnal rámondja hogy Little Apple ("Kicsi Alma"). Az utóbbi epizódokban már a "kedveltebb" nevén szólították, ő Mályvacukor legjobb barátja, és a méretük is megegyezik.
Első megjelenés: 2010. augusztus 6. ("Crabapple")
Hangja: Dane Boedigheimer

### Mályvacukor
Mályva leginkább egy kicsi gyerekre hasonlít, kissé vinnyogó hanggal. Naranccsal a "Annoying Saw 2: The Annoying Death Trap" című részben amikor Jigsaw elrabolta őket, miután sikerült felbosszantaniuk elrablójukat beköltözött a konyhába.
Pillecukor szinte mindig vidám, szereti a kölyökkutyákat, egyszarvúakat, nyuszikat, a szivárványokat, a felhőket, a kiscicákat, és a nyuszikat. Pille rendelkezik azzal a képességgel, hogy ha nagyon felbosszantják akkor olyan nagyot tud tüsszenteni, hogy körülötte minden felrobban.
Első megjelenés: 2010. szeptember 24. ("Annoying Saw 2: The Annoying Death Trap")
Hangja: Dane Boedigheimer

## Visszatérő karakterek

### Maracuja
Őt a barátai csak Maracujának (Passion-nek) hívják. Az ő hangja a népszerű videoblogger iJustine (eredeti nevén Justine Ezarik). Ugyanazon a pulton él a konyhában, mint a többiek, Grépfrúttal együtt kerültek ide, de őt később a kés felszelte. Narancs fülig szerelmes belé, de nem meri neki elmondani. Maracuja gyakran próbál tenni azért hogy Narancs ne legyen bosszantó. Van egy Mandy nevű ikertestvére (először 2010. decemberben 24-én epizód a "Wishful Thinking" epizódban jelent meg, hangja Dane Boedigheimer) aki Körtébe szerelmes.
Első megjelenés: 2010. február 19. ("Passion of the Fruit")
Hangja: Justine Ezarik

### Grapefrút
Grépfrút először a "Passion of the Fruit" című epizódban jelent meg, és szinte azonnal Narancs ádáz ellensége lett. Ő is szerelmes volt Maracujabá, de ő nem volt elragadtatva tőle. Eredetileg Kés felvágta őt, de később visszatért "Frankenfruit" részeként, végül visszatérő karakterré vált különböző Grapefrút változatokban, mit például Grapefrút kuzinja, nagyapja és lánytestvére.
Első megjelenés: 2010. február 19. ("Passion of the Fruit")
Hang: Robert Jennings

### Citrom nagypapa
Először 2010. június 4-én jelent meg a "Grandpa Lemon" című epizódban. Ő egy idős citrom aki elég feledékeny és szokása gyakran elaludni. Narancs próbálja bosszantani, de nem tudja, mert Citrom nagypapa mindent elfelejt és elalszik. Kés őt is felszelte (persze akkor is aludt), de ő is visszatért Frankenfruit testrészekét. Azóta ő is visszatérő szereplő lett, néhány epizódban motorozni láthatjuk ami talán eredeti foglalkozása is lehet. Őa legkedveltebb szereplő mert ő az egyetlen aki ellent tudott állni Narancs idegesítő jellemének.
Első megjelenés: 2010. június 4. ("Grandpa Lemon")
Hangja: Kevin Brueck

### Kés
Őt egy konyhai eszközként mutatták be az első epizódtól kezdve, amikor ő megjelenik akkor Narancs figyelmezteti a másik egyént Kés jelenlétére aki felszeleteli a gyümölcsöket és zöldségeket. Azonban karakterként nem jelent meg csak 2010. október 1-jén a "No More Mr Knife Guy" című epizódban. Utálja az életél, amiatt hogy mire használják fel őt.
Ellensége a késélező.
Első megjelenés: 2009. október 9. ("The Annoying Orange")
Első megjelenés karakterként: 2010. október 1. ("No More Mr. Knife Guy")
Hangja: Kevin Nalty

### Liam a kobold
Először a "Luck o' the Irish" epizódban jelent meg 2010. március 12-én. Ő egy rossz kobold aki az első megjelenésekor elvesztett egy fazék aranyat és ezt Narancs megtalálta. Az epizód végén az említett fazék agyonnyomta, de később visszatért. Liam azóta többször megjelent különféle epizódokban, és neki szintén van egy spinoff sorozata.
Első megjelenés: 2010. március 12. ("Luck o' the Irish")
Hangja: Kevin Brueck

## Tévésorozat
Boedigheimer és produkciós cége a The Collective megerősítette, hogy már hat epizódot készítettek az Annoying Orange TV-s változatához. A sorozatot készítője Conrad Vernon, írója Tom Shepherd. Boedigheimer szerint, a show ugyanazokat a fő karaktereket tartalmazza, mint az internetsorozat, de inkább egy gyümölcsárus kocsin foglalnak helyet. A sorozatot 2012 júniusában mutatták be az amerikai Cartoon Networkön.

## Videójáték
2011. április 7-én adták ki az első Annoying Orange videójátékot ami a Kitchen Carnage címet kapta. A játék kapható az iPhone és az iPod Touch készülékeken. Később, május 6-án kiadták HD-ben iPad-ra is. A játékot 0,99 dollárért, iPad-ra pedig 2,99 dollárért lehetett megvásárolni az iTunes Store-n. A játékot a Bottle Rocket Apps fejlesztette. A játék lényege, hogy különböző termékeket kell bedobni a konyhában található turmixgépekbe vagy a vágódeszkára.

## Reklám
Narancs 2011-ben elkezdett tévéreklámokban szerepelni, azóta, hogy áprilisban cameo szerepben feltűnt egy Sprint reklámban. A Sprint Nextel Corporation egy telekommunikációs cég, székhelye a kansasi Overland Parkban van.

## Nya Nya Style
A Nya Nya Style PSY Gangnam Style című klipjének paródiája. Az Annoying Orange internetes sorozat egyik külön része volt. A klipet 2012. szeptember 14-én tették fel a YouTube-ra. A cselekmény ugyanaz, mint a Gangnam Style klipjében, csak egy kis humort is tettek bele. A klip 2012 novemberében már majdnem elérte a tizenegymilliós nézettséget.[forrás?]